# Vignolo
Vignolo ist eine italienische Gemeinde in der Provinz Cuneo (CN), Region Piemont.

## Lage und Einwohner
Vignolo liegt 8 km südwestlich von der Provinzhauptstadt Cuneo entfernt, am Fuße des Monte Coletto (1167 m). Das Gemeindegebiet umfasst eine Fläche von knapp 8 km² und hat 2685 Einwohner (Stand 31. Dezember 2023). Die Nachbargemeinden sind Borgo San Dalmazzo, Cervasca, Cuneo und Roccasparvera.

## Geschichte

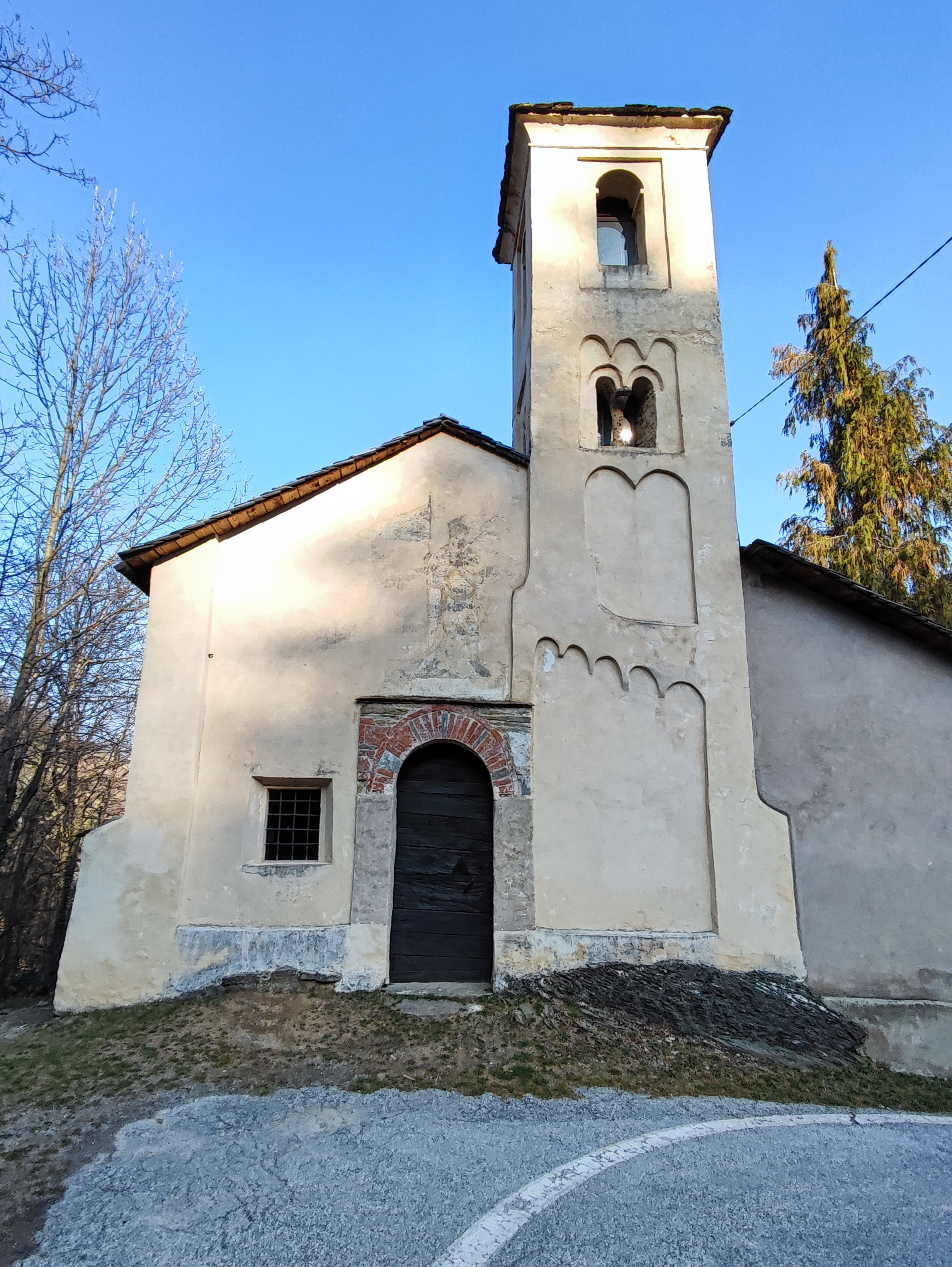
Kirche San Costanzo

Der Ortsname leitet sich vom lateinischen VINEOLUS ab, der Verkleinerungsform von VINEA, „kleines (mit Weinreben bebautes) Grundstück“. Die ersten Nachrichten über die Existenz des Dorfes stammen aus dem Jahr 1028, als Abellonio, Sohn von Alineo, die vor Ort befindlichen Güter dem Kloster San Pietro di Savigliano schenkte. Zwischen 1155 und 1159 gehörte es zu den Herrschaftsgebieten des Bischofs von Turin, und aus dem Jahr 1197 gibt es Hinweise auf die Anwesenheit einer Burg, von der heute nur noch die Erinnerung erhalten geblieben ist. 
Im Jahr 1197 wurde es von Bonifatius I. von Monferrato dem Markgrafen von Saluzzo als Lehen verliehen. Einer der ersten Herren des Ortes war Pipino De Vignolio, Konsul von Cuneo bei der Vereinbarung des engen Bündnisses zwischen dieser Stadt und Asti im Jahr 1198. 
Sehenswert ist die romanische Kirche San Costanzo, die bereits im 12. Jahrhundert urkundlich erwähnt wurde. EDie Kirche liegt in einer stimmungsvollen Hügellandschaft, die trotz der Umbauten aus dem 18. und 19. Jahrhundert immer noch die typischen Merkmale des romanischen Stils aufweist. Eine vereinfachte und wesentliche architektonische Struktur, die außen durch harmonische Rahmen hängender Bögen und durch den mächtigen Glockenturm belebt wird, der direkt in den romanischen Stil eingefügt ist die Giebelfassade. Das Innere der Kapelle ist heute leer, obwohl Untersuchungen an den Wänden das Vorhandensein von Fresken aus dem 18. Jahrhundert ergaben. Bemerkenswert ist auch die Pfarrkirche San Giovanni Battista, die in den ersten zwanzig Jahren des 18. Jahrhunderts an derselben Stelle wie eine viel ältere Kirche erbaut wurde. In der Mitte der schlichten Fassade aus dem 18. Jahrhundert befindet sich das Holzportal mit der Darstellung des Heiligen und des Heiligen Herzens.